# Боромиківська сільська рада
Бороми́ківська сільська́ ра́да — орган місцевого самоврядування у Чернігівському районі Чернігівської області. Адміністративний центр — село Боромики.

## Загальні відомості
Боромиківська сільська рада утворена в 1982 році.
- Територія ради: 47,355 км²
- Населення ради: 1279 осіб (станом на 2001 рік)

## Населені пункти
Сільській раді підпорядковані населені пункти:
- с. Боромики
- с. Моргуличі
- с. Петрове
- с. Снов'янка

## Склад ради
Рада складається з 16 депутатів та голови.
- Голова ради: Шелупець Володимир Михайлович
- Секретар ради: Рибочко Світлана Петрівна

### Керівний склад попередніх скликань
| ПІБ                           | Основні відомості                                                         | Дата обрання | Дата звільнення |
| ----------------------------- | ------------------------------------------------------------------------- | ------------ | --------------- |
| Шелупець Володимир Михайлович | Сільський голова, 1968 року народження, освіта вища, безпартійний         | 26.03.2006   | 31.10.2010      |
| Шелупець Володимир Михайлович | Сільський голова, 1968 року народження, освіта вища, член Народної партії | 31.10.2010   |                 |

Примітка: таблиця складена за даними джерела

### Депутати
За результатами місцевих виборів 2010 року депутатами ради стали:

#### За суб'єктами висування
| Суб'єкт висування | Кількість обраних депутатів | %  |
| ----------------- | --------------------------- | -- |
| Самовисування     | 12                          | 75 |
| Партія регіонів   | 4                           | 25 |

#### За округами
| № округу        | Прізвище, ім'я, по батькові      | Дата визнання обраним | Освіта  | Партійна приналежність | Відомості про обраного депутата                                |
| --------------- | -------------------------------- | --------------------- | ------- | ---------------------- | -------------------------------------------------------------- |
| Партія регіонів |                                  |                       |         |                        |                                                                |
| 2               | Грищенко Любов Анатоліївна       | 01.11.2010            | вища    | позапартійна           | приватне підприємство, продавець                               |
| 4               | Рибочка Тамара Василівна         | 01.11.2010            | вища    | позапартійна           | пенсіонер                                                      |
| 6               | Самоненко Зоя Іванівна           | 01.11.2010            | вища    | член Партії регіонів   | Сновянська загальноосвітня школа І-ІІ ст, вчитель              |
| 10              | Хромова Ольга Володимирівна      | 01.11.2010            | вища    | позапартійна           | тимчасово не працює                                            |
| Самовисування   |                                  |                       |         |                        |                                                                |
| 1               | Попружна Лідія Григорівна        | 14.11.2010            | вища    | член Партії регіонів   | будинок культури, директор                                     |
| 3               | Рибочко Світлана Петрівна        | 01.11.2010            | вища    | позапартійна           | СТОВ"Десна", гол.бухгалтер                                     |
| 5               | Косач Віктор Леонідович          | 01.11.2010            | середня | позапартійний          | відділення «Укртелеком», електромонтер                         |
| 7               | Самоненко Василь Петрович        | 14.11.2010            | вища    | позапартійний          | Седнівська дільнична лікарня ветмедицини, ветеренарний фельшер |
| 8               | Рекун Валентина Михайлівна       | 01.11.2010            | середня | позапартійна           | приватне підприємство, продавець                               |
| 9               | Моргун Віталій Михайлович        | 01.11.2010            | середня | позапартійний          | підприємство «Березнянська птиця», охоронець                   |
| 11              | Куліш Валентина Миколаївна       | 01.11.2010            | вища    | позапартійна           | Сновянська загальноосвітня школа І-ІІ ст, вчитель              |
| 12              | Процко Валентин Григорович       | 01.11.2010            | середня | позапартійний          | СПД «Клочко», комірник                                         |
| 13              | Пономар Наталія Петрівна         | 01.11.2010            | вища    | член Партії регіонів   | комунальне підприємство «Сновське», бухгалтер                  |
| 14              | Полубень Володимир Володимирович | 01.11.2010            | вища    | позапартійний          | Стольненська загальноосвітня школа І-ІІІ ст, вчитель           |
| 15              | Кислуха Олег Петрович            | 01.11.2010            | вища    | позапартійний          | Сновянська загальноосвітня школа І-ІІ ст, вчитель              |
| 16              | Загорулько Сергій Олексійович    | 01.11.2010            | середня | позапартійний          | ББК «Десниця», столяр                                          |